# جون إم. لويد
جون إم. لويد (بالإنجليزية: John M. Lloyd)‏ هو ضابط شرطة أمريكي، ولد في 1835 في ماريلند في الولايات المتحدة، وتوفي في 1892 في واشنطن العاصمة في الولايات المتحدة.